# Mercedes-Benz O404
Il Mercedes-Benz O404 è un modello di autobus di linea interurbana e da turismo prodotto dalla Mercedes-Benz dal 1991 al 2001. Ha sostituito il Mercedes-Benz O303 ed è stato a sua volta sostituito dal Mercedes-Benz Travego.

## Caratteristiche
L'autobus è esistito in due versioni:
- il O404 RH ad altezza normale per servizio di linea interurbana a medio-lungo raggio e per il turismo di fascia bassa
- il O404 RHD a piano rialzato per il turismo di fascia alta.

L'intera gamma era disponibile in 3 lunghezze: da 9, 10 e 12 metri, rispettivamente con 10, 13 e 15 file di posti a sedere. Il Mercedes O404, come la maggior parte degli autobus interurbani e turistici del tempo, dispone di 2 porte ad espulsione, impianto stereo, aria condizionata e nei modelli più attrezzati di videoregistratore, macchina del caffè e WC. Le motorizzazioni disponibili erano:
- Mercedes-Benz OM401 hLA da 9572 cm³ erogante 290 CV
- Mercedes-Benz OM441 hLA da 10965 cm³ erogante 270 CV
- Mercedes-Benz OM442 hLA da 14618 cm³ erogante 300 CV (destinato alle versioni GT)

Nel 1992 è stato presentato un prototipo di O404 a due piani, che è però rimasto esemplare unico. Il telaio, oltre che dalla stessa Mercedes, è stato carrozzato da varie ditte estere quali Irizar, Noge e anche italiane tra cui Padane e Dalla Via. Nello stesso anno è stato anche insignito del premio "Coach of the Year".